# Diadié Diarra
Diadié Diarra (ur. 23 stycznia 1993 w Paryżu) – mauretański piłkarz grający na pozycji środkowego obrońcy. Od 2023 jest zawodnikiem klubu ÉFC Fréjus Saint-Raphaël.

## Kariera klubowa
Swoją karierę piłkarską Diarra rozpoczął w klubie FC Mantois 78, w którym zadebiutował w sezonie 2010/2011 w czwartej lidze francuskiej. Następnie w kolejnych latach występował tylko na poziomie czwartej i piątej ligi francuskiej, a reprezentował barwy takich zespołów jak: Valenciennes FC B (2011-2013), AC Amiens (2013-2014), RC Épernay Champagne (2014-2015), AJ Auxerre B (2015-2016), FC Gueugnon (2016-2017), Stade Bordelais (2017), ponownie AC Amiens (2018), CS Sedan (2018-2020) i Canet Roussillon FC (2020-2021). W 2021 przeszedł do GOAL FC, a w 2022 do Lyon La Duchère.

## Kariera reprezentacyjna
W reprezentacji Mauretanii Diarra zadebiutował 7 stycznia 2017 w przegranym 1:3 towarzyskim meczu z Algierią, rozegranym w Al-Bulajdzie. W 2019 roku był w kadrze na Puchar Narodów Afryki 2019. Zagrał na tym turnieju w dwóch meczach grupowych: z Angolą (0:0) i z Tunezją (0:0).
W 2022 roku Diarra został powołany do kadry na Puchar Narodów Afryki 2021. Na tym turnieju nie rozegrał żadnego meczu.